# Thyropygus renschi
Thyropygus renschi är en mångfotingart som beskrevs av Carl Graf Attems 1930. Thyropygus renschi ingår i släktet Thyropygus och familjen Harpagophoridae. Inga underarter finns listade i Catalogue of Life.